# Guardia Nacional de Seguridad (NSG)
La Guardia de Seguridad Nacional (NSG en hindi: राष्ट्रीय सुरक्षा गारद) es una unidad antiterrorista de la India dependiente del Ministerio del Interior. Se fundó el 16 de octubre de 1984, tras la Operación Estrella Azul contra militantes sijs, para combatir las actividades terroristas y proteger a los Estados contra disturbios internos. Formalizada en el Parlamento de la India en virtud de la Ley de la Guardia de Seguridad Nacional de 1986. La NSG se recluta tanto del Ejército indio como de las Fuerzas Armadas Centrales de Policía, por lo que no se clasifica estrictamente como una fuerza paramilitar tradicional. Funciona como una unidad federal especializada en contingencias.

## Historia
El NSG se creó a raíz de la Operación Estrella Azul de 1984 y de los elevados daños colaterales sufridos por el Templo Dorado y las bajas colaterales civiles y militares. Desde su fundación, el NSG se ha desplegado en el Punjab, en 1986, y en Jammu y Cachemira. Algunas de las operaciones conocidas del NSG incluyen:
- 29-30 de abril de 1986: Unos 300 comandos del NSG y 700 soldados de la Fuerza de Seguridad Fronteriza asaltaron el Templo Dorado en la operación Black Thunder I. El templo fue despejado y entregado a la policía del Punjab el 1 de mayo de 1986. Se capturó a 300 militantes sijs y no hubo muertos ni heridos en ninguno de los bandos.[9]

- Enero de 1988: El NSG llevó a cabo la Op Black Hawk, una operación helitransportada en la zona de Mand, en Punjab. En esta operación murieron dos terroristas y se recuperó un rifle de 7,62 mm. Fue una operación masiva, afirma el ex director general del NSG Ved Marwah, aunque no se obtuvieron muchos resultados espectaculares como en Black Thunder.[10]

- 12 de mayo de 1988: 1.000 comandos del NSG (de todos los rangos) rodean el Templo Dorado para un nuevo asalto, en la Operación Trueno Negro II. Equipos de francotiradores armados con rifles Heckler & Koch PSG-1 con visor nocturno tomaron posiciones, incluso en lo alto de una torre de agua de 90 metros. Mientras que los comandos del 51 NSG se dividieron en escuadrones de asalto, el SRG se utilizó para acordonar la zona alrededor del templo y como apoyo táctico. En la operación de tres días de duración, entre el 15 y el 18 de mayo de 1988, el NSG despejó el templo. Murieron 40 terroristas y 200 se rindieron. A mediados de la década de 1990, un batallón del NSG fue desplegado de nuevo en el Punjab para hacer frente a los alborotadores sijs. Allí comenzaron a entrenar a la policía de Punjab en la lucha antiterrorista.[11]

- 5 de septiembre - 15 de enero de 1988: Vigilancia de un terrorista de alto riesgo cuyo nombre en clave era "Jack".[10]

- 4 de agosto de 1989: Operación Mouse Trap en el distrito de Tarn Taran, Punjab, en colaboración con la Policía del Punjab y otras fuerzas de seguridad. El NSG fue capaz de demostrar que era posible lograr el dominio de la zona por la noche, si la estrategia y la táctica eran las adecuadas. Ved Marwah llama a esto Operación Dominio Nocturno.[10]

- 10 de noviembre de 1990: El grupo operativo del NSG vuela a Calcuta para rescatar a los rehenes de un airbus tailandés secuestrados por estudiantes birmanos.[10]

- 25-26 de enero de 1991: El NSG participó en la Operación Ani Ben, en tareas de CI en Baroda, (Gujarat) donde terroristas del Punjab estaban escondidos dentro de una casa. Dos terroristas resultaron muertos y se recuperaron dos AK-47.[10]

- 1 de julio - 20 de septiembre de 1991: el NSG se emplea junto con el SIT en misiones de búsqueda y ataque tras el asesinato de Rajiv Gandhi.[10]

- 25 de noviembre - 16 de diciembre de 1992: 150 comandos se desplegaron en Ayodhya durante la crisis de Ram Janambhoomi y Babri Masjid.

- 27 de marzo de 1993: 52 SAG movilizados y trasladados a Adampur para el rescate de los rehenes del vuelo IC 486 de Indian Airlines.

- 24-25 de abril de 1993: Comandos del NSG asaltan un Boeing 737 de Indian Airlines secuestrado con 141 pasajeros a bordo en el aeropuerto de Amritsar durante la operación Ashwamedh. Dos secuestradores, incluido su líder, Mohammed Yousuf Shah, resultaron muertos y uno fue desarmado antes de que ningún rehén sufriera daños.[10][12]

- Octubre de 1998: Como parte de la aplicación de la decisión del Ministerio del Interior de la Unión de llevar a cabo ataques proactivos contra los militantes, equipos de comandos apoyados por helicópteros artillados Mi-25/35 de la IAF empezaron a atacar a grupos terroristas en lo más profundo de las montañas y bosques de Cachemira. Tras un reconocimiento desde helicóptero para localizar a los militantes, los comandos -integrados por personal del NSG y de los Rashtriya Rifles -fueron para-soltados, junto con suministros, en la zona para dar caza a los militantes. Tuvieron que depender de estos suministros y de su capacidad para vivir de la tierra hasta el reabastecimiento cada quince días aproximadamente. Es posible que estas misiones continúen.[11]

- 15 de julio de 1999: Los comandos del NSG pusieron fin a un enfrentamiento de 30 horas matando a dos terroristas y rescatando ilesos a los 12 rehenes en J&K. Los terroristas habían atacado un campus de la BSF cerca de Srinagar, matando a 3 oficiales y a la esposa de otro. Los 12 rehenes permanecían encerrados en una habitación.[11]

- 21 de agosto de 1999: Tras interrogar a tres terroristas capturados, la rama criminal de la policía de Delhi confirmó que había otros dos terroristas escondidos en una casa de un solo piso en Rudrapur, Uttar Pradesh. Dado que los terroristas se consideraban armados y peligrosos (sus compañeros fueron detenidos con más de 100 libras de RDX), la Policía de Delhi solicitó ayuda al NSG. Un equipo de 16 hombres llegó a la casa a las 4.45 h. Comenzaron el asalto a las 5.30 h, antes del amanecer. El primer militante consiguió disparar a los comandos con una pistola que guardaba junto a su cama, pero murió un instante después. El segundo terrorista fue abatido antes de que pudiera disparar y murió 40 minutos después. Ningún miembro del NSG resultó herido.

- Diciembre de 1999: Terroristas secuestran el vuelo IC814 de Indian Airlines procedente de Nepal y aterrizan en Amritsar, Punjab. A los pocos minutos de aterrizar, se informó al Grupo de Gestión de Crisis (CMG), que autorizó el uso del NSG. Pero el CMG perdió unas horas preciosas y, cuando se dio el visto bueno, ya era demasiado tarde. Por otra parte, el equipo del NSG que estaba en alerta se encontraba en otro lugar y no se movilizó ningún otro equipo durante el retraso. El avión secuestrado despegó antes de que el NSG llegara al aeropuerto de Amritsar. El avión aterrizó en Kandahar, Afganistán, donde murió un rehén. Finalmente, el gobierno indio accedió a las demandas de los terroristas de liberar a tres terroristas encarcelados. Los rehenes fueron liberados y los terroristas escaparon a Pakistán.[11]

- Febrero de 2000: Tras el fiasco del vuelo IC 814, el gobierno indio decidió poner en marcha un programa de seguridad aérea. Al menos dos operadores del NSG debían estar presentes en los vuelos que cubrieran determinadas rutas. Estos operadores irían armados con armas que dispararían balas de fragmentación letales, pero de baja velocidad, para minimizar el peligro para los pasajeros y evitar la penetración en la aeronave. Otra decisión adoptada fue desplegar equipos del NSG de forma permanente en ocho aeropuertos sensibles del país, especialmente los fronterizos con Pakistán y el noreste. Con esta decisión se pretendía acortar los tiempos de reacción del NSG y eliminar las molestias que suponía el transporte aéreo de los equipos hasta el lugar del secuestro. Se desconoce si este plan se ha puesto en práctica.[11]

- Septiembre de 2002: comandos del SAG vuelan a Karnataka para capturar al contrabandista de madera de sándalo y bandolero forestal Veerappan, tras el secuestro de Nagappa, exministro del gabinete estatal. Se retiraron tras sugerir que los servicios de inteligencia para la operación eran inadecuados. Se dejó un pequeño equipo para ayudar, y el rehén fue finalmente asesinado en diciembre de 2002.[10]

- Octubre de 2002 - Dos terroristas atacaron el complejo del templo de Akshardham, en Gujarat. El NSG acudió en avión, retrasado por el tráfico en Delhi. Llevaron a cabo asaltos en los que murió un comando y otro resultó gravemente herido y murió tras 18 meses en coma. Por la mañana, los terroristas fueron neutralizados y la operación concluyó con éxito.[10]

- Diciembre de 2002 - Los terroristas atacaron el templo de Raghunath en Jammu. El NSG estaba listo para salir en avión, pero fue llamado en el último momento.[10]

- 26 de noviembre de 2008 - Atentados de Bombay - Operación Tornado Negro y Operación Ciclón para expulsar a los terroristas y rescatar a los rehenes tras los múltiples atentados perpetrados en Bombay (India). El Mayor Sandeep Unnikrishnan y el Havaldar Gajender Singh Bisht, del 51 Grupo de Acción Especial del NSG, murieron en combate durante las operaciones. Durante la operación se escanearon más de 900 habitaciones, murieron 8 terroristas y se rescató a más de 600 rehenes.

- Explosiones de Hyderabad de 2013 - Desplegado en Hyderabad tras las explosiones de bombas.

- Explosión de una bomba en Bangalore en 2013 - El NSG se desplegó en Bangalore tras la explosión de una bomba en la ciudad.

- Atentados de Patna de 2013 - Un equipo del NSG, que fue enviado a Patna para realizar análisis posteriores a los atentados, declaró que se habían desactivado al menos otros tres artefactos explosivos improvisados (IED).

- Atentado de Pathankot de 2016 - Un equipo del NSG participó en la operación de neutralización de terroristas en la que el teniente coronel Niranjan perdió la vida desactivando una granada o un artefacto explosivo improvisado colocado en el cuerpo de un terrorista muerto, y otros 12 miembros de la unidad resultaron heridos. Seis terroristas fueron neutralizados en la operación por el NSG, el Cuerpo de Seguridad de la Defensa y la Fuerza de Comandos Garud.[13][14]

- Mayo de 2023 - Un equipo de comandos del NSG fue desplegado en Srinagar, Jammu y Cachemira, junto con un equipo de comandos MARCOS para proporcionar seguridad a los delegados del G20 durante la 3ª Reunión del Grupo de Trabajo sobre Turismo del G20, celebrada en el Centro Internacional de Convenciones Sher-i-Kashmir, a orillas del lago Dal en Srinagar, entre el 22 y el 24 de mayo.[15]

## Funciones
El NSG es una "fuerza de despliegue de contingencia" que suele intervenir durante atentados terroristas graves. Se la ha descrito como "la fuerza de respuesta de Nueva Deli en los peores escenarios".
Como fuerza antiterrorista especializada, está pensada para ser utilizada "solo en situaciones excepcionales" y no para asumir las "funciones de las fuerzas policiales estatales u otras fuerzas paramilitares". A pesar de ello, su papel se amplió posteriormente para proporcionar seguridad personal a políticos influyentes, independientemente de la amenaza real a la que se enfrentaran. Sin embargo, en enero de 2020, el NSG fue relevado de sus responsabilidades adicionales de seguridad VIP y se restablecieron sus funciones originales de lucha contra el terrorismo y contra los secuestros.
Una pequeña unidad del NSG ha estado presente en Cachemira desde 2018, cuando la propuesta de desplegar alrededor de 100 comandos en Cachemira para apoyar a las fuerzas indias en operaciones de alto riesgo fue aprobada por el Ministerio del Interior.
El NBDC, que es un organismo especializado que opera dentro del NSG, también ha apoyado ocasionalmente a las fuerzas del orden locales realizando investigaciones posteriores a explosiones.

## Organización
En un principio, la organización se inspiró y tomó como modelo el Servicio Aéreo Especial británico y el GSG 9 alemán.
Mehram Nagar, Palam, es la sede administrativa del NSG. La sede está supervisada por el director general del NSG, que está asistido en asuntos administrativos por cuatro oficiales del Servicio de Policía de la India, de los cuales dos son Inspectores Generales en la Sede Administrativa. El Asesor Financiero de la NSG suele ser un funcionario con rango de Subsecretario perteneciente a los Servicios Centrales de Contabilidad y está asistido por dos Asesores Financieros Adjuntos pertenecientes al Servicio Indio de Auditoría y Contabilidad y al Servicio Indio de Contabilidad Civil, respectivamente. Una pequeña unidad de la NSG está presente cerca de Palam Nagar.
Manesar es el cuartel general operativo del NSG. Un General de División del Ejército indio, destinado en el cuartel general de la NSG en Manesar, es designado Inspector General de las operaciones de la NSG. El Inspector General es responsable de la planificación y dirección de las operaciones. La formación está supervisada por el Inspector General de Formación, también general de división del ejército. Ambos están asistidos por el Inspector General Adjunto de Operaciones y el Inspector General Adjunto de Formación, respectivamente.
Las armas de combate del NSG consisten en dos Grupos de Acción Especial y tres Grupos Especiales de Guardabosques estacionados en su cuartel general de Manesar, cinco Grupos Compuestos Especiales destacados en cada uno de sus cinco centros regionales, así como el Centro Nacional de Datos sobre Bombas y el Centro de Apoyo Electrónico, también basados en su cuartel general operativo de Manesar.

### Grupos de Acción Especial (SAG)
El NSG cuenta con 2 Grupos de Acción Especial: el Grupo de Acción Especial 51 y el Grupo de Acción Especial 52. El Grupo de Acción Especial 51 fue la primera unidad que se creó cuando se creó el NSG en 1986. El 51 SAG se encarga de operaciones antiterroristas y contra la insurgencia, mientras que el 52 SAG se ocupa de operaciones contra secuestros y también se le conoce como "Hijack Busters". La unidad operativa más pequeña dentro de un Grupo de Acción Especial se denomina "hit" y consta de 5 miembros: dos parejas (socios) y un miembro de apoyo técnico. Cuatro "hits" forman un equipo dirigido por un "Comandante de Grupo". Los miembros del SAG proceden del ejército indio. El 51 SAG solía ser el principal brazo de combate del NSG, mientras que los SRG desempeñaban funciones de apoyo hasta la década de 2010, cuando se formó el 52 SAG y el 11 SRG, junto con el 51 SAG, pasó a formar parte de la fuerza antiterrorista (CTF).

### Grupos especiales de guardabosques (SRG).
El NSG tiene 3 Grupos Especiales de Rangers (SRG) - 11, 12 y 13. Los Grupos Especiales de Rangers están organizados en batallones. Inicialmente, el SRG era el brazo logístico del NSG que desempeñaba funciones de combate de bajo riesgo, como cordones. Más tarde, se utilizaron casi exclusivamente para la seguridad de personalidades. En 2012, el papel del 11 SRG se elevó al de las unidades SAG y el 11 SRG pasó a formar parte de la fuerza antiterrorista (CTF), que incluía el 51 SAG y el 11 SRG. Sin embargo, los otros dos SRG siguieron utilizándose con fines de seguridad de personalidades antes de que el Gobierno de la India relevara al NSG de sus funciones de protección de personalidades y restableciera su mandato antiterrorista, poniendo fin a la función de protección de personalidades de los SRG. Los miembros de los SRG proceden principalmente del personal de las Fuerzas Armadas Centrales de Policía.

### Grupo Especial Compuesto (GEC)
Los Grupos Compuestos Especiales están estacionados en los centros regionales de la Guardia de Seguridad Nacional. Las unidades de los Grupos Compuestos Especiales están formadas por personal tanto del Ejército indio como de las Fuerzas Armadas Centrales de Policía, y responden a los incidentes que se producen cerca de sus centros. Cada SCG está dirigido por un oficial con el rango de Coronel en comisión de servicio del Ejército indio que sirve con el rango de "Comandante de Grupo". Las cinco unidades SCG son:
- 26 SCG Bombay

- 27 SCG Chennai

- 28 SCG Hyderabad

- 29 SCG Calcuta

- 30 SCG Gandhinagar

### Grupo de Apoyo Electrónico (ESG)
El grupo de apoyo electrónico tiene su base en la sede del NSG en Manesar. Proporciona asistencia tecnológica y de comunicaciones para apoyar las operaciones del NSG. El grupo está dirigido por un oficial con el rango de "Comandante de Grupo" que presta servicio en comisión de servicio desde el Ejército indio.

### Centro Nacional de Datos sobre Bombas

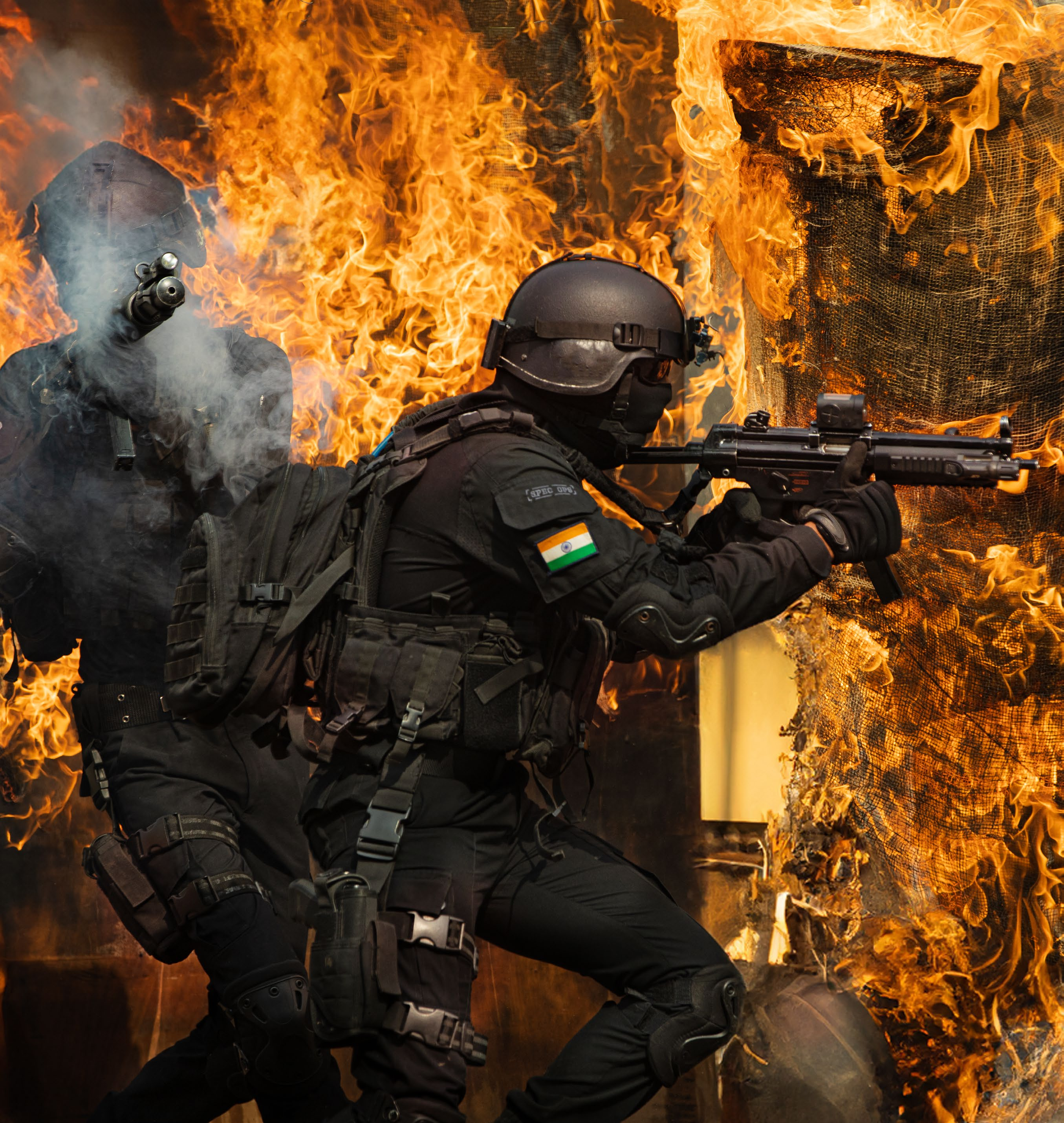
NSG 2024

El Centro Nacional de Datos sobre Bombas (NBDC) se creó en el año 1988 y redefinió su función en el año 2000. Al NBDC se le asignó la función de supervisar, registrar y analizar todos los incidentes de atentados con bomba en el país. También registra y analiza diversos incidentes de atentados con explosivos en todo el mundo para adquirir conocimientos especializados sobre atentados con explosivos e incidentes relacionados para contrarrestar eficazmente estas situaciones y comparte información con los organismos de seguridad pertinentes. El NBDC también lleva a cabo actividades de investigación y desarrollo en el campo de la ingeniería de explosivos. El NBDC actúa como agencia nodal para todas las facetas relacionadas con los atentados con bomba en el país. Está dirigido por un Comandante de Grupo que puede ser un oficial del Ejército con el rango de "coronel" o un oficial de la Policía Armada Central perteneciente a cualquier fuerza aparte del propio NSG con el rango de "Comandante"

### Despliegue regional

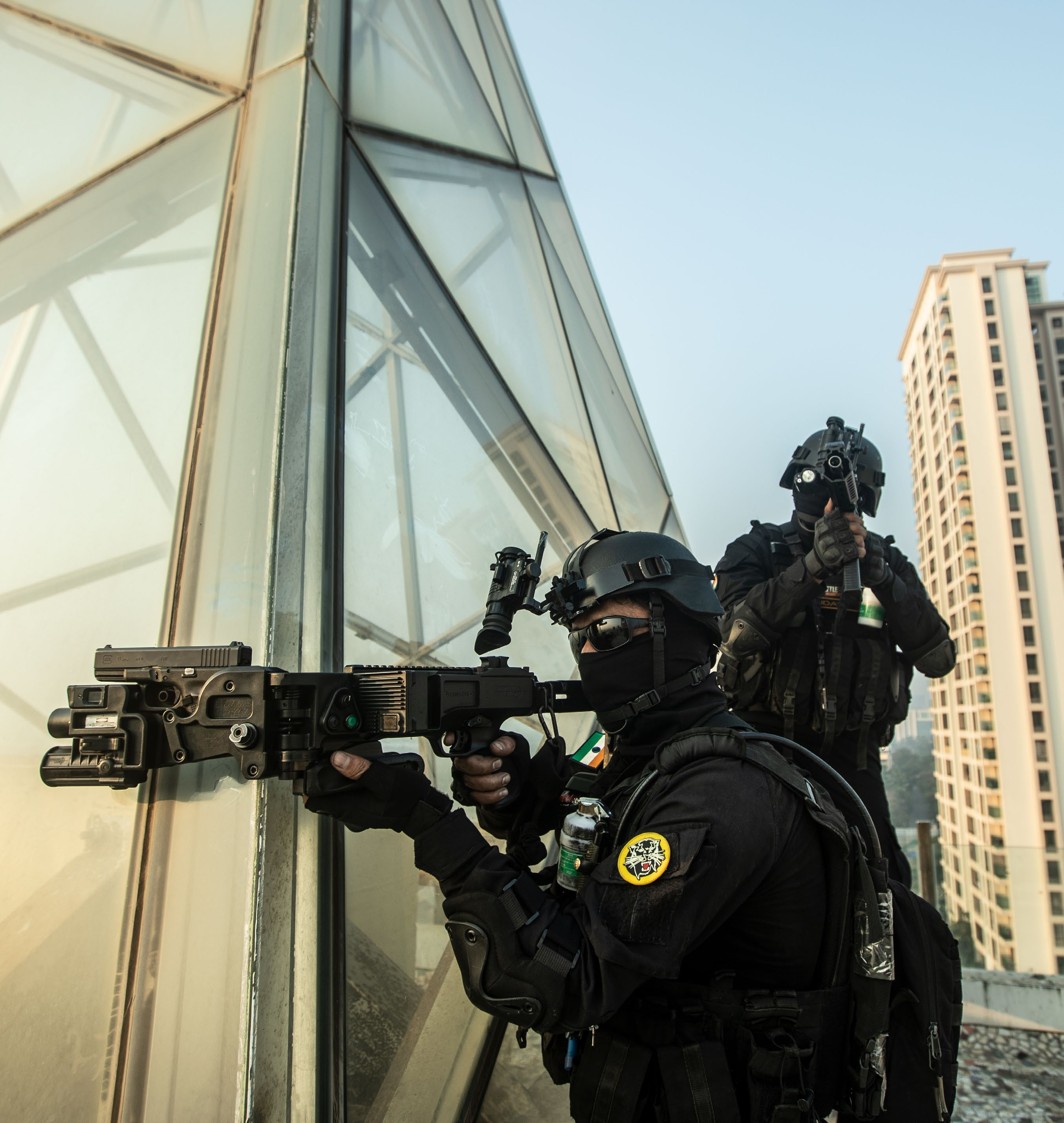

En respuesta a las críticas recibidas por el cuerpo por no haber llegado rápidamente a Bombay durante los atentados de noviembre de 2008, desde su base de Manesar (Haryana), el Ministerio del Interior decidió desplegar contingentes del NSG en las principales regiones de la India para evitar que se produjeran situaciones de este tipo en el futuro.

#### Hyderabad
Hyderabad es el centro regional de la Guardia de Seguridad Nacional para la región del sur de la India. Su centro de entrenamiento se encuentra cerca de Hyderabad, Telangana, India. Con el visto bueno del Ministerio del Interior (MHA) y la sanción de 534 millones de rupias (equivalente a 749 millones de rupias o 90 millones de dólares en 2023) en 2017, se estableció el Centro Regional del Sur (SRC) en Ibrahimpatnam, Hyderabad, para el entrenamiento de comandos. La superficie del centro es de 81 hectáreas (200 acres) y se construyó con un coste de 157 millones de rupias (19 millones de dólares).

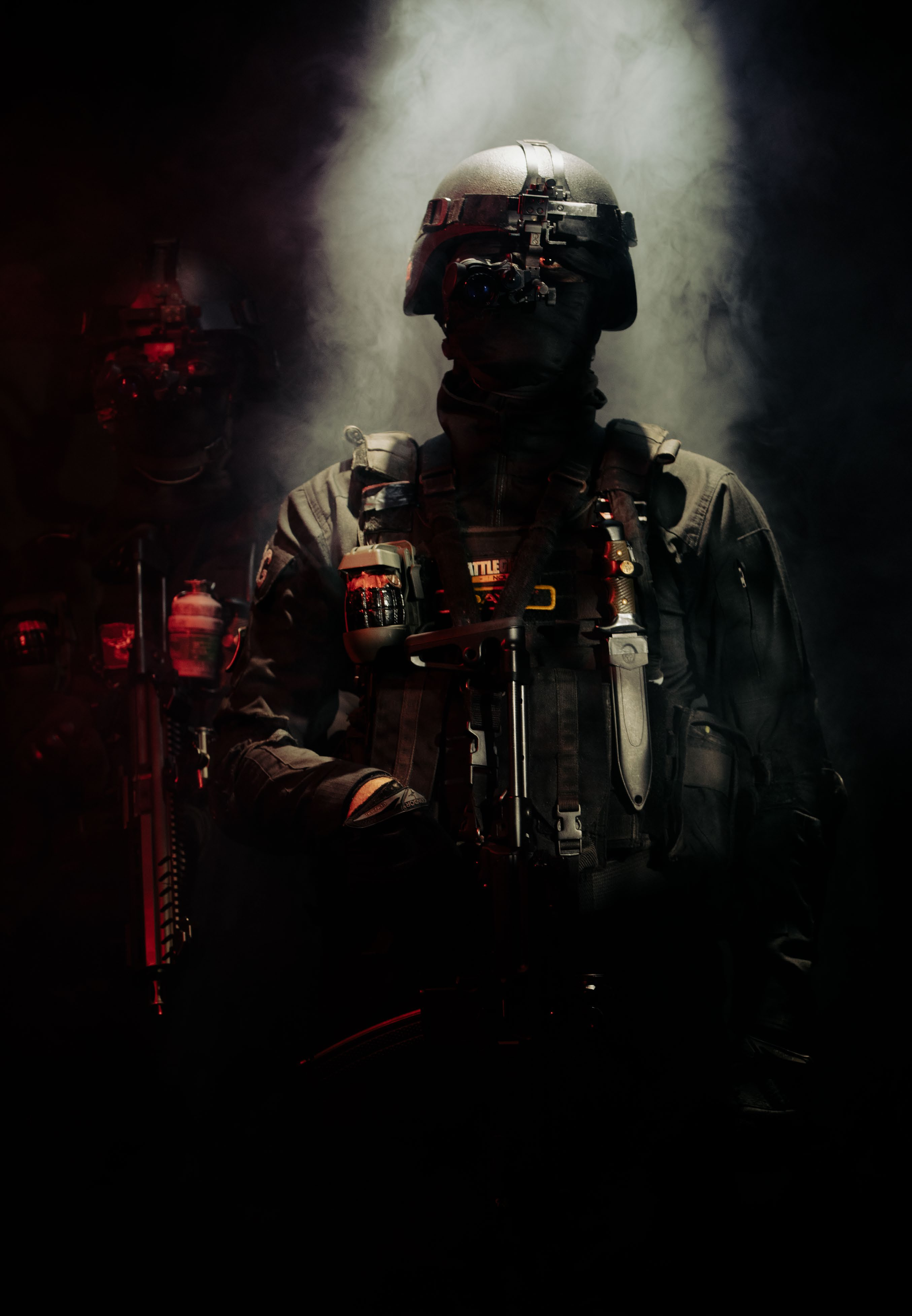

El centro de Hyderabad del 28 Special Composite Group (SCG) del NSG es uno de los cinco centros regionales del país.
En 2018, 300 comandos estaban estacionados en el centro del NSG en Trimulgherry.
El estado cuenta con dos fuerzas de choque antiterroristas entrenadas. Además del NSG, el grupo antiterrorista de la Policía de Telangana, OCTOPUS, también tiene un centro de entrenamiento en el mismo barrio de Ibrahimpatnam, que cuenta con más de 250 efectivos.
El personal del NSG y del OCTOPUS se somete a un duro proceso de entrenamiento. Los comandos son enviados de vuelta a su departamento de origen cuando alcanzan la edad de 35 años, lo que garantiza que la fuerza se mantenga joven y en buena forma física para el combate.

#### Bombay
El centro regional de Bombay tiene una superficie de 20,28 acres y ha sido construido con un coste de 56,10 millones de rupias por la National Building Construction Corporation Limited. También dispone de alojamiento para las familias de los comandos. Aproximadamente 241
comandos se alojarán allí.

#### Chennai
El centro de Chennai de la NSG se creó en 2009 como tercer centro regional. Hasta 2012, los comandos estaban estacionados temporalmente en Ashok Nagar, cuando el entonces ministro del Interior de la India, P. Chidambaram, inauguró las instalaciones permanentes. El centro de entrenamiento se encuentra entre bosques y colinas, en Nedungundram, junto a la carretera Vandalur-Kelambakkam.

#### Calcuta
Calcuta se convirtió en el centro regional del NSG para la región de India Oriental en 2009, convirtiéndose en el cuarto centro de este tipo en el país. Se suponía que el campus de Salt Lake serviría como base principal hasta que finalizara la construcción de las instalaciones permanentes previstas en Badu, en Madhyamgram (North 24 Parganas). En 2012, el entonces ministro del Interior indio, P. Chidambaram, inauguró las instalaciones permanentes. Para entonces, el centro del NSG en Calcuta contaba con unos 241 comandos, mientras que el centro regional aún no estaba totalmente terminado. El 1 de marzo de 2020, el ministro del Interior, Amit Shah, inauguró en New Town, Bengala Occidental, el complejo del 29 Special Composite Group, totalmente completo.

#### Gandhinagar

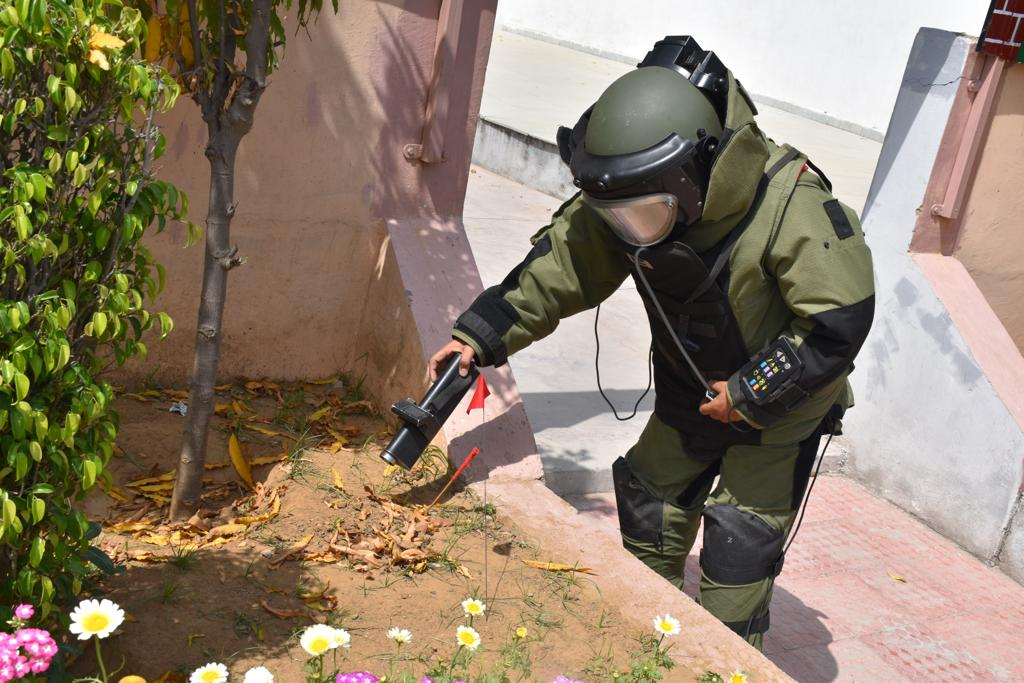
Un miembro del escuadrón de desactivación de bombas de la NSG durante una misión de entrenamiento

En julio de 2018, el NSG puso en funcionamiento su quinto centro regional en Gandhinagar, en Gujarat. El centro, que se erige en 1,33 lakh metros cuadrados de terreno cerca del pueblo de Randesan en contiene 100 comandos del NSG, instalaciones de entrenamiento, barracones habitables y apoyo logístico.

#### Futuro
El NSG ha propuesto Amritsar como centro regional para mejorar su capacidad de contraataque en el norte de India.
El NSG ha considerado otras ciudades o regiones como Ayodhya, Pathankot y Kerala. En julio de 2024, un equipo del NSG llegó a Ayodhya para realizar un ejercicio de 4 días con la coordinación de otras unidades de la CAPF y evaluar la estructura de seguridad de la ciudad. Se espera que el centro de la NSG en Ayodhya, equipado con armamento especializado y tecnología antidrones, entre en funcionamiento junto con unidades de apoyo de otras CAPF en unos meses. Ya ha comenzado el proceso de asignación de terrenos para el centro. El de Ayodhya será el primer centro de respuesta del NSG en Uttar Pradesh. Tras la creación de estos tres centros a finales de 2024, habrá un total de 8 centros NSG en India.

## Personal
El NSG está formado en su totalidad por voluntarios en comisión de servicio del Ejército indio, las Fuerzas Armadas de Policía Centrales o los departamentos de policía estatales de la India. Los comandos de la NSG son enviados de vuelta a su departamento de origen tras prestar servicio en el cuerpo después de un cierto periodo de tiempo. El director general de la Guardia de Seguridad Nacional es un funcionario del Servicio de Policía de la India.
Las mujeres pertenecientes a las Fuerzas Armadas de Policía Centrales prestan servicio en el NSG desde 2012.

## Selección y formación

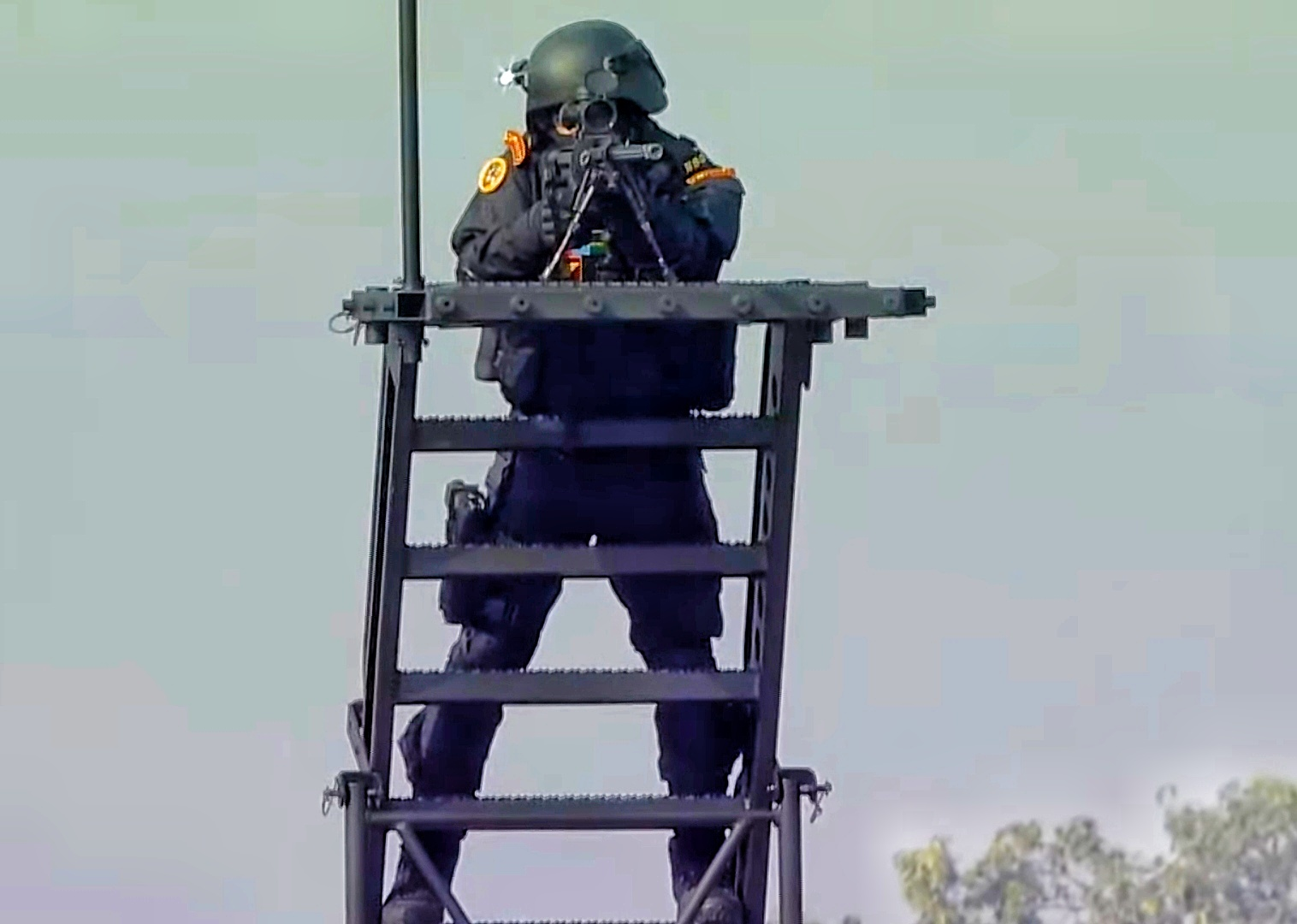
Francotirador del NSG con una Barrett Modelo 98B durante el desfile del Día de la República en 2021

La selección es exigente y tiene una tasa de abandono de alrededor del 70-80 por ciento. El NSG tiene un curso de formación de 14 meses de duración, que abarca tres fases. La idoneidad de los aspirantes se evalúa en la fase de preselección, que consiste en varias pruebas relacionadas con las capacidades físicas y psicológicas de los aspirantes. Para superar esta fase, el aspirante debe cumplir determinados criterios físicos, psicológicos y de experiencia educativa. La segunda fase, la selección y la formación básica, se lleva a cabo en la Academia Nacional de la Guardia de Seguridad de Manesar y dura tres meses. Se cree que el entrenamiento físico consta de 26 elementos, que van desde una carrera de obstáculos campo a través hasta saltos desde alturas y a través de divisorias y escalada de distintos tipos de terreno. Una prueba de resistencia incluye artes marciales, tiro al blanco al final de una carrera campo a través llena de obstáculos. Se supone que estos ejercicios están pensados para evaluar el rendimiento del candidato en situaciones de estrés y agotamiento. Los que superan las pruebas son enviados a nueve meses de entrenamiento avanzado.
El entrenamiento avanzado incluye técnicas relacionadas con el combate cuerpo a cuerpo, la recopilación de información, la demolición, la desactivación de bombas, la inserción y el tiro reflejo. Entre los ejercicios de entrenamiento más conocidos se encuentran el "tiro en sala de combate", en el que los candidatos tienen que disparar a un blanco tres segundos después de entrar en una sala oscura con la ayuda de una linterna o un intensificador de imagen láser compatible, y el "tiro en sala gemela", en el que los candidatos entran en salas contiguas y observan los movimientos del otro en una pantalla a la que tienen que disparar para entrenar su tiempo de respuesta. Otro ejercicio conocido en el que los candidatos deben disparar a un blanco colocado junto a su compañero también forma parte del entrenamiento de las Fuerzas Especiales del Ejército indio. Las habilidades de tiro se practican en un campo de tiro de combate electrónico de 400 metros y 11 zonas, donde los candidatos son calificados en una escala de puntos por cubrir la distancia en 6,30 minutos y disparar a 29 blancos dinámicos diferentes con un tiempo de exposición al blanco de entre dos y tres minutos.
Antes de ingresar en el NSG, los aspirantes deben someterse a una rigurosa prueba psicológica.

### Ejercicios conjuntos de entrenamiento
El NSG participa con frecuencia en ejercicios de entrenamiento. La mayoría de ellos son con los Boinas Verdes del Ejército de Estados Unidos, que participan regularmente en ejercicios de entrenamiento con el NSG. Las dos fuerzas realizan anualmente un ejercicio de entrenamiento antiterrorista denominado TARKASH.

### Estados Unidos

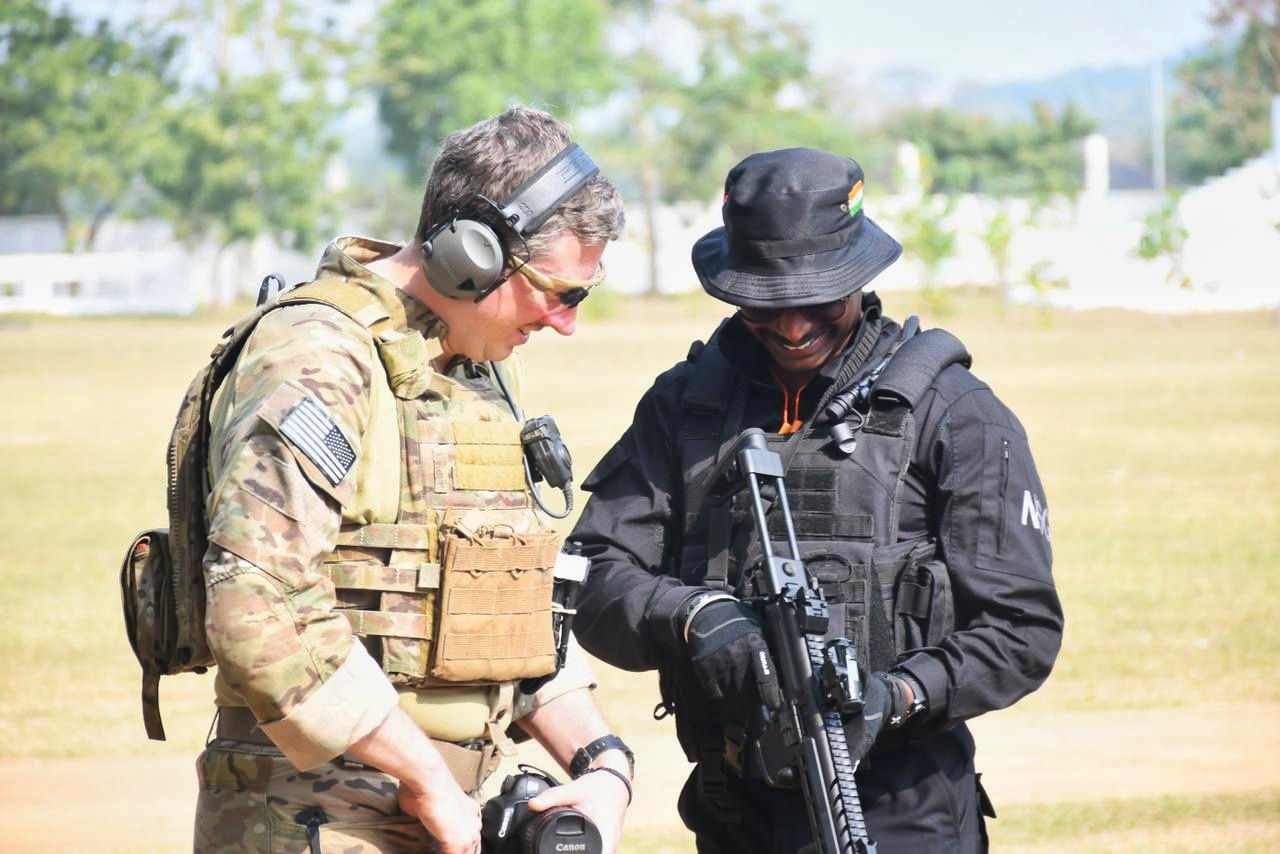
Operador del NSG indio y de las SOF estadounidenses durante el ejercicio Tarkash 2023

El ejercicio entre el NSG y las Fuerzas Especiales del Ejército de Estados Unidos, denominado Balanced Iroquois, comenzó el 18 de octubre de 2015. Este ejercicio de tres semanas de duración fue precedido por un salto aerotransportado conjunto en Aero India 2015.
En febrero de 2018, los Boinas Verdes del 1er Mando de las Fuerzas Especiales (Aerotransportadas) realizaron un ejercicio de entrenamiento conjunto con el NSG en Calcuta. Los Boinas Verdes aprendieron algunas estrategias de guerra urbana del NSG, mientras que el NSG conoció algunos equipos avanzados de los soldados estadounidenses. El simulacro incluyó técnicas de intervención, entrenamiento en el sistema de metro de Calcuta y un simulacro en el Instituto Indio de Tecnología Kharagpur.
En marzo de 2019, el NSG y el 1er Grupo de Fuerzas Especiales de Estados Unidos llevaron a cabo ejercicios conjuntos en Hyderabad.
La sexta edición del ejercicio TARKASH entre el NSG y el 1er Grupo de Fuerzas Especiales desde el 14 de enero hasta finales de febrero de 2023. En el mismo año, el NSG y los Boinas Verdes realizaron otro ejercicio de entrenamiento centrado en el intercambio de experiencia temática relacionada con las amenazas QBRNe en Manesar desde el 19 de junio hasta finales de mes antes de la reunión del G20 en la India. Asimismo participó en el ejercicio.

### Alemania
Tras los atentados de Bombay de 2008, el NSG decidió realizar un ejercicio conjunto con el GSG 9 alemán. En noviembre de 2009, un equipo del NSG visitó el cuartel general del GSG 9.
Posteriormente se llevaron a cabo ejercicios de entrenamiento conjuntos entre el GSG 9 y el NSG en Manesar.

## Equipamiento e instalaciones

Operadores del NSG armados con SIG MPX, M249 SAWs y MP5s con su compañero belga malinois K9 durante el desfile del Día de la República de la India de 2021.

### Armas pequeñas
- Pistola semiautomática Glock-17.[60]

- IWI Arad

- Fusil de asalto SIG SG 551.[60]

- MSMC

- Fusil de asalto AK-63 7.62x39mm

- Beretta AR70/90 Fusil de asalto.

- Escopeta de combate Franchi SPAS-15.

- Carabina TriCa 7,62x39 mm.[61][62]

- Ametralladora ligera M249

- Fusil de francotirador Heckler & Koch MSG90.

- Rifle de francotirador Heckler & Koch PSG1 A1.[63]

- Rifle bullpup IWI Tavor X95.[64]

- Rifle de francotirador Barrett Modelo 98B.

- Subfusil Heckler & Koch MP5.[60]

- Subfusil SIG MPX.[65]

- Navajas Glock.[63]

- Pistolas CornerShot.[66]

- Carabina M4 Utilizada únicamente en misiones clasificadas y con fines de entrenamiento.

- SCAR H y SCAR L Utilizadas en pequeñas cantidades

- FN P90 Utilizada en pequeñas cantidades y en misiones clasificadas

- FN F2000 Utilizada con fines CQB y de entrenamiento

### Drones
- Micro UAV militar Black Hornet Nano.[63]
- Kamikaze", un dron indio.[63]

### Vehículos y transportes
- Vehículo teledirigido, que puede transportar 150 kg de artefacto explosivo improvisado y, alternativamente, puede transportar material biológico, químico, radiológico y nuclear.[63]

- Maruti Suzuki Gypsy

- Camión de escalera táctico Ford F550 Super Duty.

- Renault Sherpa Vehículo blindado ligero de transporte de tropas.[67]

- Tata Harrier

- El NSG tiene acceso a aviones de transporte de las Fuerzas Aéreas indias.[66]

## En la cultura popular
- La película biográfica Major está basada en la vida de Sandeep Unnikrishnan, comandante del 51 Grupo de Acción Especial que murió en acto de servicio durante la respuesta del NSG a los atentados de Bombay de 2008.[68]

- Estado de sitio: Temple Attack es una película india en hindi de 2021 basada en el atentado contra el templo de Akshardham de 2002 y la posterior operación del NSG para matar a los autores.

- Estado de sitio: 26/11 es una serie web de Zee5 que presenta los atentados terroristas del 26/11 desde el punto de vista de los comandos del NSG que respondieron a los ataques.[69]

- Los operadores del NSG aparecen en el thriller de 2019 Hotel Mumbai, basado en los atentados de Bombay de 2008.[70]

- El principal protagonista del thriller de acción de 2023 Kill es un comando del NSG.